# 호스트 (소설)
호스트(The Host)는 스테프니 메이어의 SF 로맨스 소설이다.